# Junnin
Cesarz Junnin (jap. 淳仁天皇 Junnin tennou; ur. 733, zm. 10 listopada 765) - 47. cesarz Japonii. Sprawował władzę od 7 września 758 do 6 listopada 764. W dokumentach historycznych widnieje także jako Haitai (jap. 廃帝) lub Haitai Owaji (jap. 淡路廃帝 Owaji Haitai). Przed wstąpieniem na tron nosił imię Ōi (jap. 大炊).